# کره کاکائو

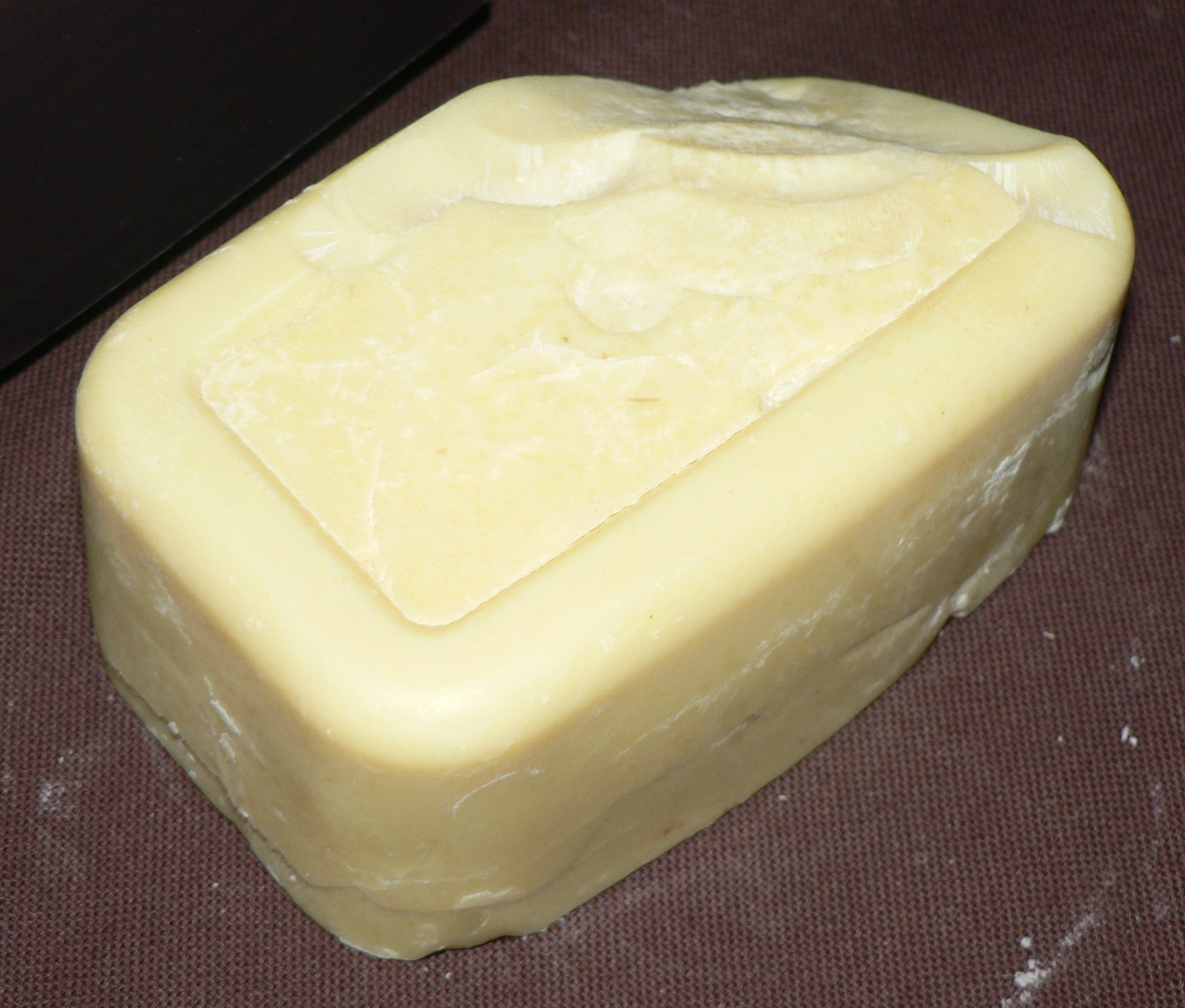
کره کاکائو

کره کاکائو نوعی روغن گیاهی است که از دانه‌های کاکائو گرفته می‌شود. این کره دارای ۴۰ تا ۶۰ درصد چربی اشباع شده بوده و دارای عطر و رایحه شکلات است. رنگ آن زرد بوده و نقطه ذوب آن معمولاً بین ۳۴ تا ۳۸ درجه سانتیگراد است. کره کاکائو برخلاف پودر کاکائو تنها حاوی مقدار ناچیزی کافئین است.

## کاربرد
این کره علاوه بر اینکه در تولید انواع شکلات و شیرینی کاربرد دارد، در بهداشت پوست مفید بوده و برای تولید برخی لوازم آرایشی نیز به‌کار می‌رود.
همچنین این کره کاربرد پزشکی نیز دارد. به دلیل نقطه ذوب مناسب (بیش از دمای اتاق و کمتر از دمای بدن) در تولید برخی از شیاف‌ها از کره کاکائو استفاده می‌شود.

## نحوه تولید
پس از خشک کردن دانه‌های کاکائو در مقابل آفتاب یا با روش‌های صنعتی، ابتدا این دانه‌ها تفت داده شده و سپس تحت اثر فشار، روغن‌گیری می‌شوند.

## روغن‌های جایگزین
در تولید صنعتی شکلات در ایران، معمولاً روغن‌های جایگزین به‌جای کره خالص کاکائو به‌کار می‌روند. دلیل این امر قیمت بالای کره کاکائو نسبت به روغن‌های گیاهی دیگر است.